# 미노 데 로시
미노 데 로시(Mino De Rossi, 1931년 5월 21일 – 2022년 1월 7일)는 이탈리아의 도로 및 트랙 사이클링 선수로, 1952년 하계 올림픽 남자 4000m 팀 추격에서 마리노 모레티니, 로리스 캄파나, 귀도 메시나와 함께 금메달을 획득했다. 그는 1952년부터 1968년까지 프로 로드 사이클 선수였다. 데 로시는 2022년 1월 7일 90세의 나이로 사망했다.